# Johann Baptist Friedreich
Johann Baptist Friedreich (Würzburg, 19 aprile 1796 – Würzburg, 29 gennaio 1862) è stato uno psichiatra e medico tedesco.

## Biografia
Studiò medicina all'Università di Würzburg, dove nel 1820 ottenne la sua abilitazione. Nel 1830 fu nominato professore di fisiologia all'università, tuttavia nel 1832, insieme al medico Johann Lukas Schönlein e al chirurgo Cajetan von Textor, fu rimosso dal suo incarico per motivi politici. Lavorò poi come medico di corte a Weißenburg, svolgendo poi incarichi simili a Straubing, Ansbach e infine a Erlangen, dove nel 1850 divenne professore onorario di medicina legale.
Era figlio del medico Nicolaus Anton Friedreich (1761-1836) e padre del patologo Nikolaus Friedreich (1825-1882).

## Opere
- Versuch einer Literärgeschichte der Pathologie und Therapie der psychischen Krankheiten, 1830.
- Systematische Literatur der ärztlichen und gerichtlichen Psychologie, 1832.
- Historisch-kritische Darstellung der Theorien über das Wesen und den Sitz der psychischen Krankheiten, 1836.
- System der gerichtlichen Psychologie, 1842.
- Zur Bibel. Naturhistorische, anthropologische und medicinische Fragmente, 1848.
- Die realien in der Jliade und Odyssee, 1851.
- Die symbolik und mythologie der natur, 1859.
- Geschichte des Räthsels, 1860.[1]